# Куликовская волость (Богучарский уезд)
Куликовская волость — историческая административно-территориальная единица Богучарского уезда Воронежской губернии с центром в слободе Куликовка.
По состоянию на 1880 год состояла 4 поселений и 4 сельских общин. Населения — 6342 лица (3056 мужского пола и 3286 — женской), 813 дворовых хозяйств.
|                       | Площадь, десятин | В том числе пахотной, дес. |
| --------------------- | ---------------- | -------------------------- |
| Сельских общин        | 20893            | 16839                      |
| Частной собственности | —                | —                          |
| Другой собственности  | 176              | 116                        |
| В общем               | 21069            | 16955                      |

Поселения волости на 1880 год:
- Куликовка (Копачевка) — бывшая государственная слобода при реке Белая за 80 верст от уездного города, 1701 лицо, 242 двора, православная церковь, школа, почтовая станция, 28 ветряных мельниц, 2 ярмарки в год.
- Бондаревка — бывшая государственная слобода, 2630 человек, 317 дворов, православная церковь, лавка, 33 ветряных мельницы, ежегодная ярмарка.
- Жилина — бывшая государственная слобода при реке Овчинная, 1487 человек, 195 дворов, православная церковь, 25 ветряных мельниц, 2 лавки, 2 ярмарки в год.

По данным 1900 года в волости насчитывалось 5 поселений с преимущественно украинским населением, 4 сельских общества, 164 здания и учреждения, 1042 дворовых хозяйства, население составляло 7510 человек (3799 мужского пола и 3711 — женского).
В 1915 году волостным урядником был Филипп Андреевич Прачов, старшиной был Павел Федорович Онофрієнков, волостным писарем — Александр Данилович Даниленко.